# Francesca Cusinatti
Francesca Cusinatti (29 agosto 1997) è un'artista marziale italiana.

## Biografia
Inizia a praticare ju jitsu nella palestra di Tresigallo, e si trasferisce poi nel 2015 nella palestra di Pieve di Cento (attuale Jujitsu Shinsen) sotto la guida del maestri campioni del mondo Michele Vallieri e Sara Paganini. Entra a far parte della nazionale Senior di ju jitsu nel 2016 assieme a Carlotta Alberghini per la categoria duo show femminile e duo system femminile. Nel 2017 partecipa ai Campionati del Mondo di Atene e agli Europei di Bucharest sfiorando il podio. Nello stesso anno comincia ad insegnare nella sua palestra 'Jujitsu Akinami' a Jolanda di Savoia. Dopo un anno di pausa, torna sul tappeto internazionale di Maribor insieme a Salvatore Girlando. Nel 2019 viene convocata sia per i Campionati Europei senior (Bucharest) sia per i mondiali (Abu Dhabi).

## Risultati Sportivi
- sesto posto ai Campionati europei nel duo mix senior 2019
- secondo posto al trofeo internazionale 'Slovenija Open' nel duo mix senior 2019
- secondo posto ai Campionati italiani nel duo mix senior 2019
- secondo posto alla Coppa Italia nel duo mix senior 2019
- quarto posto ai Campionati mondiali nel duo show femminile U21 2017
- quinto posto ai Campionati mondiali nel duo system femminile U21 2017
- oro ai Campionati italiani nel duo show femminile U21 2017
- argento ai Campionati italiani nel duo system femminile U21 2017
- bronzo ai Campionati europei nel duo show 2016
- oro ai Campionati italiani nel duo show femminile 2016